# Meaux-la-Montagne
Meaux-la-Montagne este o comună în departamentul Rhône din sud-estul Franței. În 2009 avea o populație de 217 de locuitori.

## Evoluția populației
| An        | 1975 | 1982 | 1990 | 1999 | 2006 | 2009 |
| --------- | ---- | ---- | ---- | ---- | ---- | ---- |
| Populație | 148  | 153  | 166  | 163  | 202  | 217  |